# Bosna a Hercegovina na Letních olympijských hrách 2012
Bosnu a Hercegovinu na Letních olympijských hrách 2012 v Londýně reprezentovalo 5 sportovců z toho 4 muži a 2 ženy. Reprezentanti nevybojovali žádnou medaili.